# پایتون‌های برمه‌ای در فلوریدا

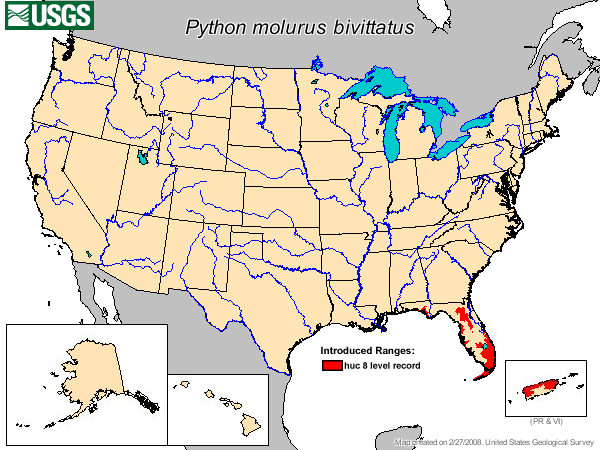
محدوده پراکنش در سال ۲۰۰۷

پایتون‌های برمه‌ای بومی جنوب شرق آسیا هستند. با این حال، از پایان قرن بیستم، به یک جمعیت مولد ثابت در فلوریدای جنوبی تبدیل شده‌اند. اگرچه مارهای پایتون برمه‌ای برای اولین بار دهه ۱۹۹۰ در پارک ملی اورگلیدز مشاهده شدند، اما تا سال ۲۰۰۰ به‌طور رسمی به عنوان جمعیتی در حال تولید مثل شناخته نمی‌شدند. از آن زمان، تعداد مارهای پایتون با بیش از ۳۰۰ مشاهده از سال ۲۰۰۸ تا ۲۰۱۰ به‌طور تصاعدی افزایش یافته‌است.
پایتون‌های برمه‌ای طیف گسترده‌ای از پرندگان، پستانداران و گونه‌های کروکودیل را در منطقه اورگلیدز شکار می‌کنند. کاهش آشکار در چندین گونه پستانداران از نظر مکانی و زمانی با تکثیر مارهای پایتون در فلوریدای جنوبی همزمان شده‌است، که نشان دهنده تأثیرات ویرانگر بر حیوانات بومی است. اگرچه قابلیت تشخیص کم مارهای پیتون تخمین جمعیت را دشوار می‌کند، اما اکثر محققان پیشنهاد می‌کنند که حداقل ۳۰۰۰۰ و بیشتر از ۳۰۰۰۰۰ پایتون احتمالاً فلوریدا جنوبی را اشغال کرده‌اند. واردات پایتون‌های برمه‌ای در ژانویه ۲۰۱۲ توسط وزارت کشور ایالات متحده آمریکا ممنوع شد.
دولت محلی ایالت فلوریدا برای شکار این پایتون‌ها جایزه تعیین کرده و یک موسم صید با نام «چالش پایتون» برای آن تعیین کرده‌است. این چالش به مدت ۱۰ روز از ۵ تا ۱۴ اوت برگزار می‌شود. برای شکار بزرگترین پایتون ۱۵۰۰ دلار جایزه و برای بیشترین تعداد پایتون شکار شده توسط یک نفر ۲۵۰۰ دلار جایزه تعیین شده‌است.